# Melanitis zenon
Melanitis zenon är en fjärilsart som beskrevs av Hans Fruhstorfer 1908. Melanitis zenon ingår i släktet Melanitis och familjen praktfjärilar. Inga underarter finns listade i Catalogue of Life.